# 小行星15092
小行星15092（15092 Beegees）是一颗绕太阳运转的小行星，为主小行星带小行星。该小行星于1999年3月15日发现。

## 轨道参数
小行星15092的轨道半长轴为3.0088827 UA，离心率为0.032。